# Mistrzostwa Europy w Wioślarstwie 1895
3. Mistrzostwa Europy w Wioślarstwie odbyły się w dniu 15 września 1895 r. w belgijskiej Ostendzie. Zawodnicy rywalizowali w 4 konkurencjach wioślarskich na pobliskim kanale łączącym Ostendę z Brugią. 

## Medaliści
| Konkurencja                 | Złoto | Srebro | Brąz | Źródło      |
| --------------------------- | --- | --- | --- | ----------- |
| M1x (jedynka)               | Friedrich Miller                                                                                             | Vittorio Leone | Jaroslav Langhaus | [ 1 ]       |
| M2+ (dwójka ze sternikiem)  | Francja Jules Demaré · Gabriel Sartori                                                                       | Belgia Edouard Lescrauwaet · Auguste Lescrauwaet                                                                                          | Włochy Vittorio Leone · Federico Costa | [ 2 ] [ 3 ] |
| M4+ (czwórka ze sternikiem) | Francja Jules Demaré · Joyet · Paul Cocuet · Gabriel Sartori                                                 | Belgia Edouard Lescrauwaet · Auguste Lescrauwaet · Charles Lescrauwaet · Jules Lescrauwaet                                                | Włochy Ettore Sebastiani · Fortunato Barbini · Alfonso Taddei · Ezio Carlesi                                                               | [ 4 ] [ 3 ] |
| M8+ (ósemka)                | Francja Jules Demaré · Joyet · Paul Cocuet · Gabriel Sartori · Dirauer · Dupont · Jacques Jansen · Chaigneau | Belgia François Goosens · François Jansen · Léon Dickman · Jean Troch · Edmond Nolf · Victor Henrickx · Léopold de Bloe · Georges Boisson | Włochy Ernesto Vettori · Italo Ponis · Cino Ceni · Giuseppe Belli · Arturo Innocenti · Goretto Goretti · Giorgio Bensa · Cesare Galardelli | [ 5 ] [ 3 ] |

## Klasyfikacja medalowa
| Miejsce | Reprezentacja | Złoto | Srebro | Brąz | Razem |
| ------- | ------------- | ----- | ------ | ---- | ----- |
| 1.      | Francja       | 3     | 0      | 0    | 3     |
| 2.      | Belgia        | 1     | 3      | 0    | 4     |
| 3.      | Włochy        | 0     | 1      | 3    | 4     |
| 4.      | Austro-Węgry  | 0     | 0      | 1    | 1     |
| Razem   | Razem         | 4     | 4      | 4    | 12    |